# Хосе Орасіо Гомес
Хосе Орасіо Гомес (ісп. José Horacio Gómez ; нар. 26 грудня 1951, Монтеррей, Мексика) — американський прелат. Титулярний єпископ Бела і допоміжний єпископ Денвера зі 23 січня 2001 по 29 грудня 2004 року Архієпископ Сан-Антоніо з 29 грудня 2004 по 6 квітня 2010 року. Коад'ютор архієпископа Лос-Анджелеса з 6 квітня 2010 року по 27 лютого 2011 року. Архієпископ Лос-Анджелеса з 1 березня 2011 року.